# 마이사 압드 엘하디

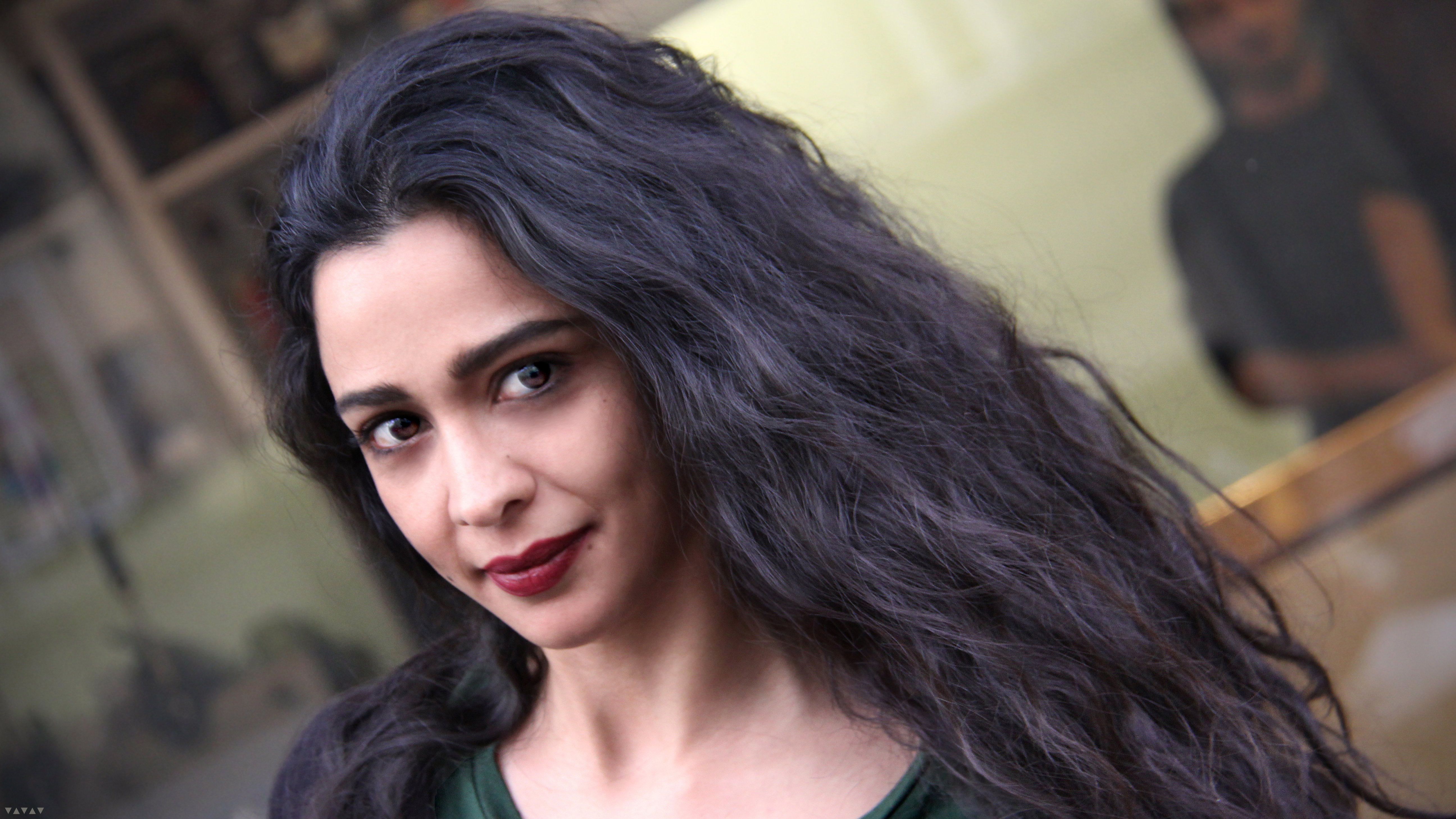

마이사 압드 엘하디(Maisa Abd Elhadi, 1985년 11월 15일 ~ )는 이스라엘의 배우, 예술가, 연극 배우이다.
나사렛에서 태어났다.

## 영화
- 코드명 엔젤 (2018년)
- 포화 속의 텔아비브 (2018년)
- 정션 48 (2016년)
- 3000일의 밤 (2015년)
- 데그라데 (2015년)
- 노래로 쏘아 올린 기적 (2015년) - 히바 역